# Chloe Coleman
Chloe Coleman (Los Ángeles, California, 23 de noviembre de 2008) es una actriz estadounidense.
El padre de Coleman es operador de cámara y su madre productora de televisión, y ella es descendiente de europeos del este, ingleses y africanos. Asiste a la escuela pública en lugar de educación en el hogar. 
En 2013, Coleman hizo su debut actoral a la edad de 5 años en un episodio de Glee, serie de televisión de Fox. Fue elegida en enero de 2016 para la serie limitada de HBO Big Little Lies, interpretando a la hija de los personajes desempeñados por Zoe Kravitz y James Tupper. Junto al elenco, fue nominada para el Premio del Sindicato de Actores de la Pantalla a la Actuación Sobresaliente de un Conjunto en una Serie Dramática. 
En octubre de 2018, Chloe fue elegida para protagonizar junto a Dave Bautista en My Spy. En 2019, participó en varias producciones, incluida la película de suspenso Gunpowder Milkshake junto a Karen Gillan. Además participó en la comedia romántica Marry Me, junto a Jennifer Lopez y Owen Wilson, y fue incluida como parte del elenco de Avatar: El Camino del Agua, realizada por James Cameron. En 2020, comenzó a aparecer en un papel recurrente en la serie de televisión Upload.
Otros de los papeles que ha llevado a cabo son junto a Adam Driver en 65; en la película de aventuras y fantasía Dungeons & Dragons: Honor Among Thieves; y en Pain Hustlers, junto a Emily Blunt y Chris Evans.

## Filmografía
| Año  | Título                                  | Papel       |
| ---- | --------------------------------------- | ----------- |
| 2020 | Juego de espías                         | Sophie      |
| 2021 | Coctel explosivo                        | Emily       |
| 2023 | Dungeons & Dragons: Honor Among Thieves | Kira Darvis |
| 2023 | 65                                      | Nevine      |
| 2023 | El negocio del dolor                    | Phoebe      |
| 2024 | Juego de espías: La ciudad eterna       | Sophie      |